# الاندو، اوت-کارس
الاندو، اوت-کارس (به فرانسوی: Alando, Haute-Corse) یک کمون در فرانسه است که در کرس شمالی واقع شده‌است.

## خصوصیات
الاندو ۳٫۰۵ کیلومترمربع مساحت و ۲۷ نفر جمعیت دارد و ۶۶۰ متر بالاتر از سطح دریا واقع شده‌است.